# کوینتو ورچلزه
کوینتو ورچلزه (به ایتالیایی: Quinto Vercellese) یک کومونه در ایتالیا است که در استان ورسلی واقع شده‌است. کوینتو ورچلزه ۱۱٫۱ کیلومتر مربع مساحت و ۴۳۸ نفر جمعیت دارد.